# أنجل دينسيتسو
أنجل دينسيتسو (باليابانية: エンジェル伝説)، (بالإنجليزية: Angel of Legend)‏، معنى الأسم باللغة العربية هو أسطورة الملاك هو مسلسل أنمي ياباني يتكون من 2 حلقات مقتبس من مانغا يابانية تحمل نفس الاسم، وهي من تأليف ورسم ياغي نوريهيرو. تم نشر المانغا في مجلة شونين جمب الشهرية من عام 1993 إلى عام 2000، وتم جمع فصولها في 15 مجلدً.

## القصة

وجه كيتانو سيتشيرو المخيف.

تدور أحداث أنمي أنجل دينسيتسو حول شاب يدعى "كيتانو سيتشيرو"، وهو شاب طيب القلب ولكن يمتلك مظهر مخيف، وبسبب هذا المظهر يعتقد الجميع أنه شخص شرير ويخافون منه، ولكن في الواقع هو شخص طيب ويحب مساعدة الآخرين.

## وصلات خارجية
- أنجل دينسيتسو على موقع ANN manga (الإنجليزية)